# Ореховский водопад
Оре́ховский водопа́д — второй по высоте водопад на территории Сочи. Расположен на реке Безуменка при впадении её в реку Сочи в Хостинском районе.
Название происходит от близлежащего хутора Ореховка. До Октябрьской революции водопад носил название Мельничный.
Водопад имеет две ступени. Нижняя ступень, наиболее посещаемая и наиболее красивая, имеет высоту 27,5 м. Водопад является памятником природы национального значения. Вокруг водопада произрастает дубово-каштановый лес, встречается вечнозелёный самшит, рододендрон понтийский, рядом роща грецкого ореха.
Водопад стал известен широкой общественности благодаря местному фотографу-любителю И. Г. Сутковому, опубликовавшему его фотографию в 1910 году.
В 1996 территория у водопада была обустроена, с помощью строительства железной лестницы существенно упрощён подход к водопаду. Построено кафе.
Накануне Олимпийских игр 2014 года в России была выпущена марка с изображением водопада.

## Галерея
- Верхняя ступень Ореховского водопада
- Ореховский водопад
- Почтовая марка 2012 года
- Ореховский водопад, видео